# Reggio Emilia-pedagogik
Reggio Emilia-pedagogik är en pedagogisk filosofi, som utvecklats på de kommunala förskolorna i den norditalienska staden Reggio nell'Emilia sedan 1970-talet.

## Allmänt

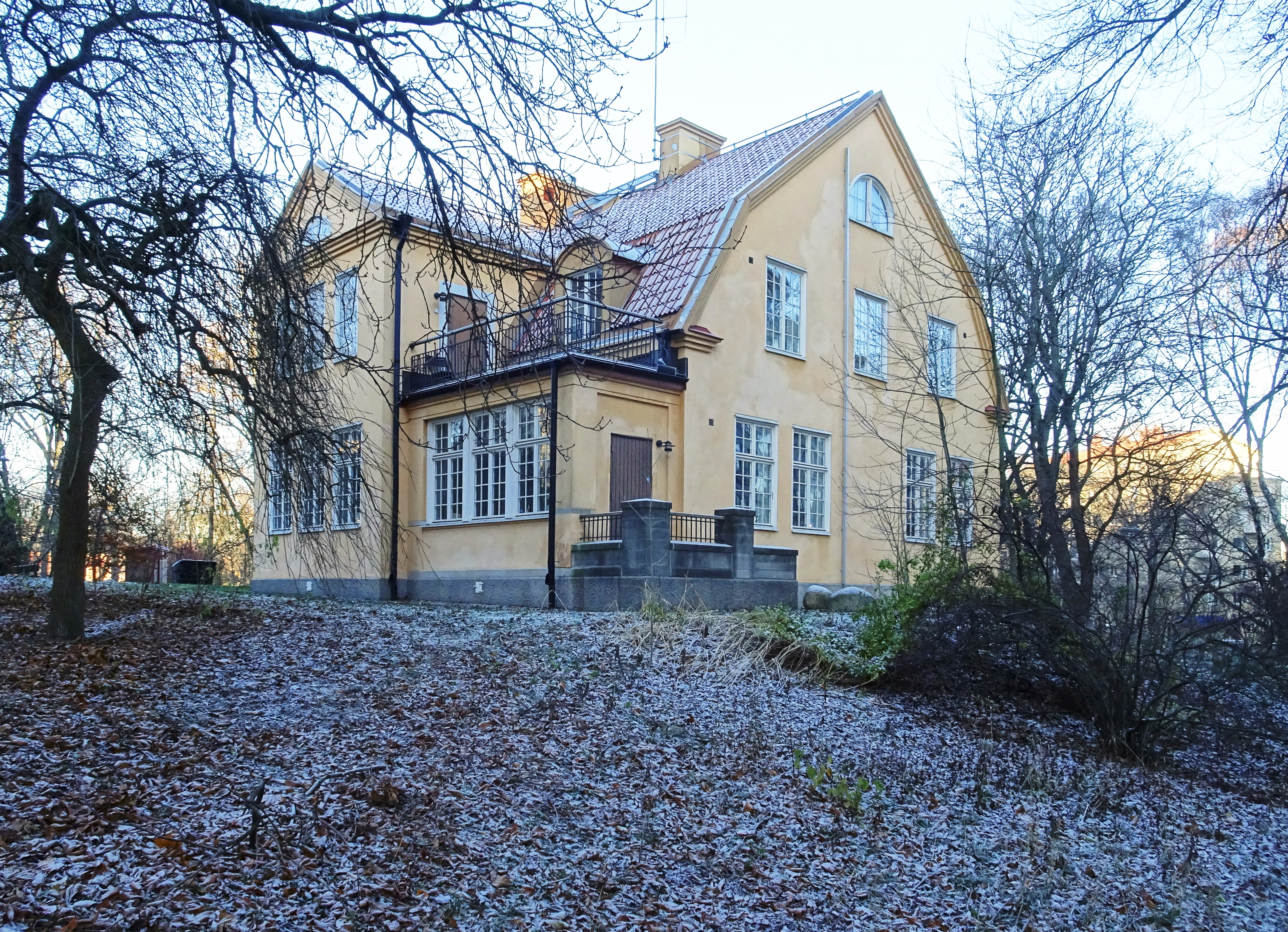
Reggio Emilia Institutet i Stockholm.

Pedagogiken utgår från lyssnande, dokumentation och reflektion, liksom att se på olikhet som ett viktigt värde.
Reggio Emilias pedagogiska filosofi startades som en lokal ”motståndsrörelse” mot det fascistiska arvet efter andra världskriget av kvinnorörelsen i staden och av förskolläraren Loris Malaguzzi som sedan blev stadens barnomsorgschef. Kvinnorna och Loris Malaguzzi ville försöka ”vaccinera” varje ny generation mot alla former av antidemokratiska rörelser genom att börja med barnen. Loris Malaguzzi fortsatte sedan under decennier, tillsammans med föräldrar och pedagoger och i kontakt med näringsliv och politiker i sin stad, att utveckla denna pedagogiska filosofi vidare. 
Reggio Emilias pedagogiska filosofi är idag spridd över världen genom bland annat Reggio Children , det internationella centrum som finns i Reggio Emilia för att sprida, försvara och utveckla barnens rättigheter och deras potential.
Sedan 1992 finns Reggio Emilia-institutet på Campus Konradsberg i Stockholm.

## Pedagogiken
En bärande idé i pedagogiken är att utveckla barnens alla uttrycksmöjligheter. Att barn "har hundra språk" är en metafor för alla de uttryckssätt ett barn har och hur barn kommunicerar i samspel med sin omgivning. Men 99 av dessa "100 språk" utplånas under barnets uppväxt, det vill Reggio Emilia-pedagogiken ändra på. Pedagogen (den vuxne) ska inte värdera eller påverka på vilket sätt barnet vill eller ska ha möjlighet till att uttrycka sig. Därför används lekmaterial som oftast inte är färdiga. Exempelvis dockor, bilar och pussel är väldigt givna hur man använder dem, istället får barnet andra typer av material som öppnar möjligheten att vrida och vända på sin fantasi. Barnets lekfulla förundran tas till vara genom att pedagogen ser sig själv som medforskande i livets alla delar som är nya för barnet. Pedagogen bör helst inte ge färdiga svar på frågor, utan istället finnas med som ett stöd för barnet när det funderar på hur det kan lära sig förstå det som det funderar på. Skapande, observation och dokumentation har stor betydelse i verksamheten. Barnet ses som rikt, kompetent och nyfiket.
Den pedagogiska filosofin står också för:
- ett pedagogiskt arbetssätt, förankrat i en humanistisk livshållning som bygger på en stark tro på människans möjligheter, en djup respekt för barnet samt en övertygelse om att alla barn föds med en stark inneboende drivkraft att utforska världen. Loris Malaguzzi har sagt: "Jag tror att de ord som bäst sammanfattar vår verksamhet är utforskande och delaktighet."
- bejakandet av subjektivitet, olikhet, solidaritet, samarbete och en tro på att man genom att bekräfta barnens individualitet och rättigheter på sikt kan förändra världen i en allt mer demokratisk riktning.
- en pedagogik som förnyas och utvecklas, med barnens behov som utgångspunkt och i takt med det moderna samhällets snabba förändring. Därför står inte Reggio Emilia för ett fixt pedagogiskt program utan bygger på att inspireras av grundtankarna och filosofin för att utveckla dem i sitt eget sammanhang, utifrån sina egna förutsättningar.